# Ute Späte
Ute Späte (* 17. November 1961) ist eine deutsche Schachspielerin. Sie gewann 1987 die deutsche Meisterschaft der Frauen.

## Schachlaufbahn
Zusammen mit den Mädchen aus Nordrhein-Westfalen gewann Ute Späte die Deutschen Ländermeisterschaften der Mädchen 1978 in Schwäbisch Gmünd und 1979 in Dernau.
Bei der achten deutschen Meisterschaft der Mädchen 1981 in Bitburg errang sie einen vierten Platz.
In Bad Oeynhausen 1984 wurde sie Frauenmeisterin von Nordrhein-Westfalen.
Im Jahr 1984 nahm sie an der deutschen Frauenmeisterschaft, die Barbara Hund gewann, in Bad Aibling teil und wurde Zehnte.
Drei Jahre später gewann Ute Späte die deutsche Frauenmeisterschaft 1987 in Bad Lauterberg vor Anja Dahlgrün.
Ende der 1980er Jahre spielte Späte für den SC Kreuzberg, für den sie in der Saison 1987/88 auch als Ersatzspielerin in der 1. Bundesliga gemeldet war, aber ohne Einsatz blieb. Sie gewann 1989 die Berliner Frauenmeisterschaft.